# Генгенбах
Генгенбах (нем. Gengenbach) — город в Германии, в земле Баден-Вюртемберг. 
Подчинён административному округу Фрайбург. Входит в состав района Ортенау.  Население составляет 11 127 человек (на 31 декабря 2006 года). Занимает площадь 61,91 км². Официальный код  —  08 3 17 034.

## Обычаи и обряды
В 19 веке здесь ежегодно проводились две ярмарки.
Крестильные и свадебные шествия иногда останавливались на улице до тех пор, пока крестный отец или дружка не решал проблему, предложив денежный подарок. Хозяин гостиницы поздравлял чету новобрачных перед входом в заведение и угощал их вином и хлебом. Невеста бросала кусок того хлеба за собой, что должно было обозначать щедрость по отношению к бедным.
Аист почитался как птица, приносившая младенцев, и местные дети пели: «Аист Длинноногий, принеси нам братика!» или «…принеси нам сестричку!». Некоторые люди придерживались определенных обрядов, чтобы обеспечить себе счастливые роды. Под подушку новорожденного клали какой-либо освящённый предмет, чтобы защитить дитя от злых сил, а также святую воду в ванну.
Ногти и волосы стригли лишь во время растущей луны. При болезни, некоторые люди обращались за помощью к гадалкам или т.н. «симпатической магии». Хлеб, принесённый с собой, считался средством от тоски по дому.

## Изображения

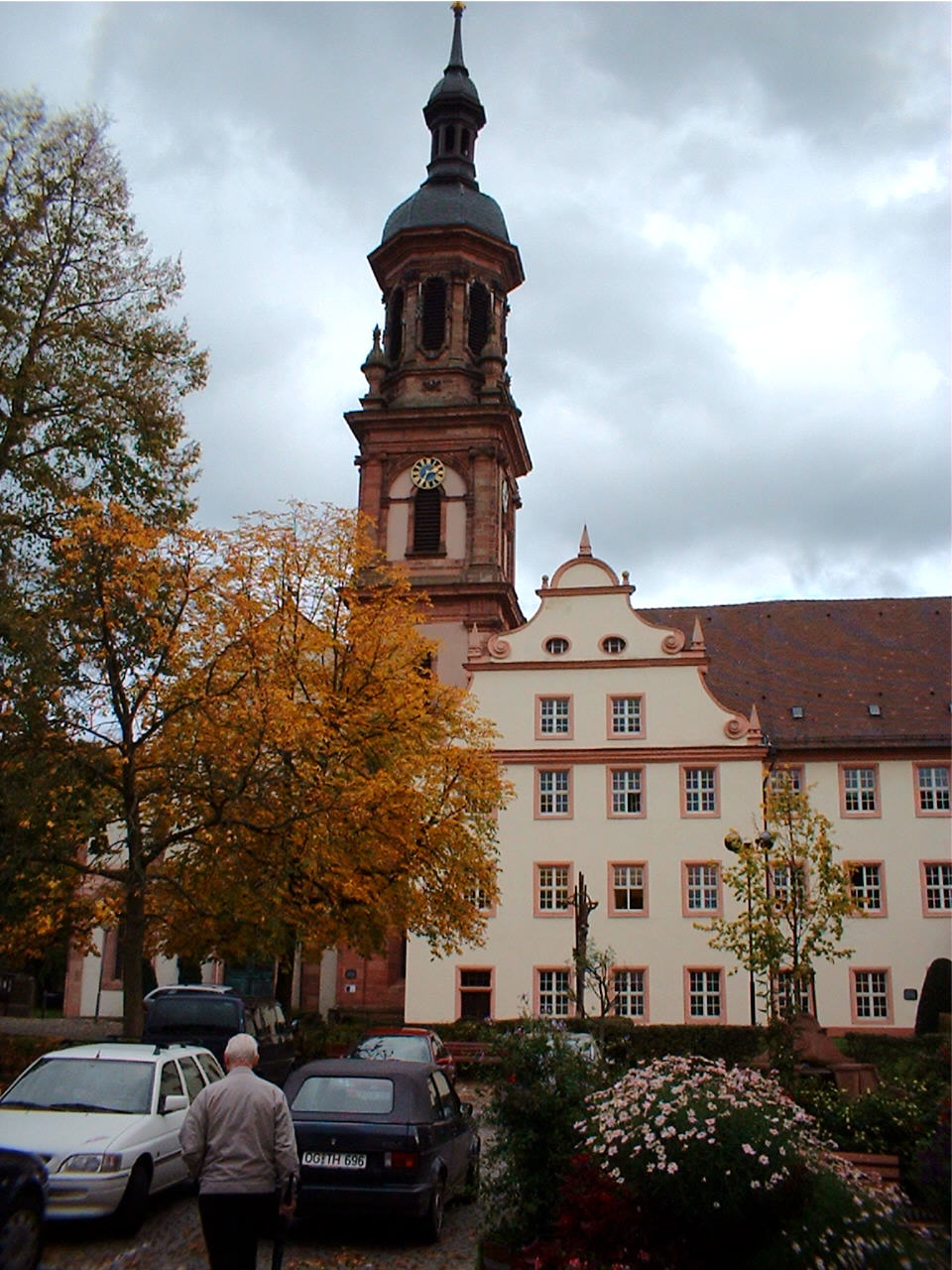
Городская церковь
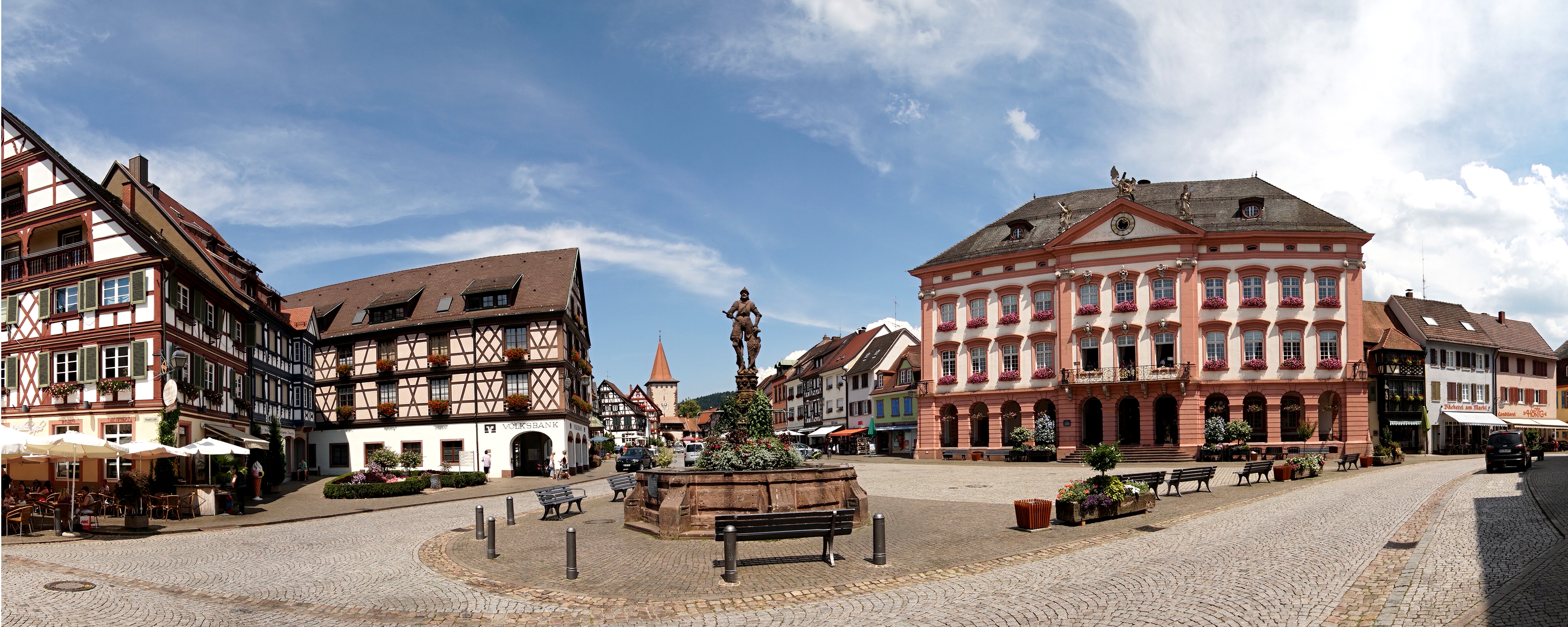
Рыночная площадь в Старом городе, с фонтаном и ратушей
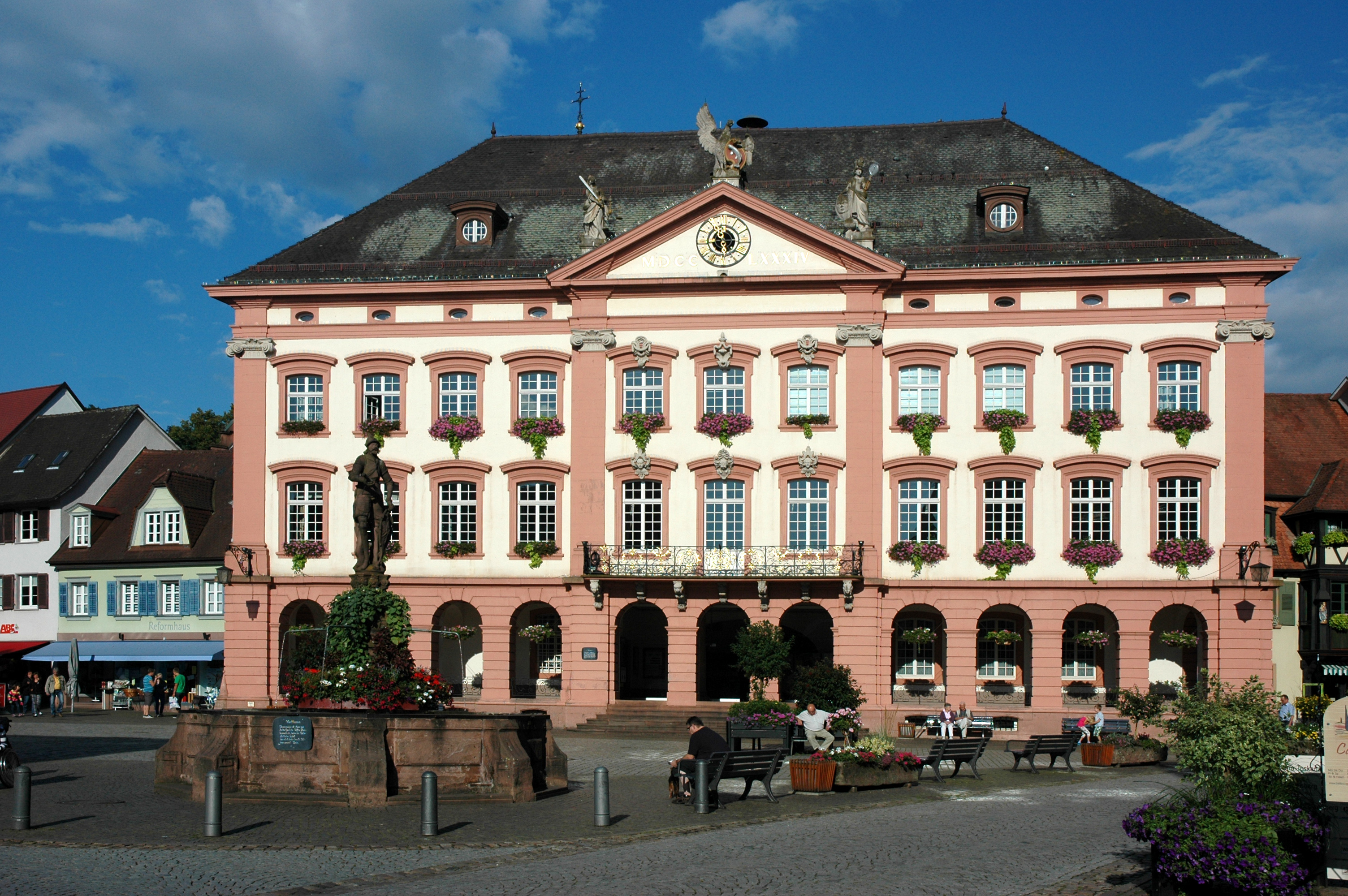
Здание ратуши
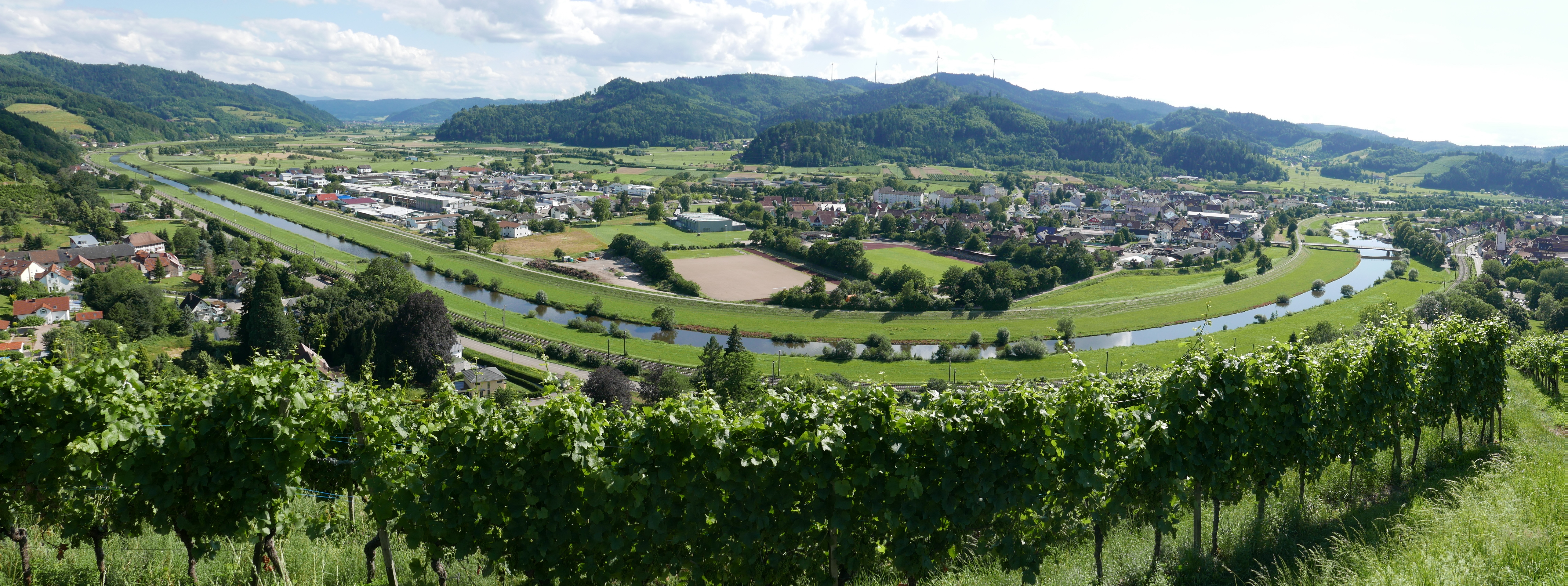
Виноградники в окрестностях города